# Boyton (Cornwall)
Boyton is een civil parish in het Engelse graafschap Cornwall. In 2001 telde het dorp 378 inwoners.